# Ctenocheles leviceps
Ctenocheles leviceps är en kräftdjursart som beskrevs av Rabalais 1979. Ctenocheles leviceps ingår i släktet Ctenocheles och familjen Ctenochelidae. Inga underarter finns listade i Catalogue of Life.